# Englisches Loch
Als Englisches Loch wurde der Überrest eines uralten Flussarmes der Leine in Hannover bezeichnet, der erst in den 1870er Jahren größtenteils aufgefüllt worden war.
Seinen Namen hatte der vormalige Wasserlauf wohl schon während der Zeit der Personalunion zwischen Großbritannien und Hannover erhalten, als angeblich „ein Engländer mit seiner Kutsche in diesen Graben gestürzt“ sein soll.
Das Englische Loch fand sich noch in der ersten Hälfte des 20. Jahrhunderts auf dem Schützenplatz außerhalb des ehemaligen Neuen Tores. Traditionell wurde zudem eine während des hannoverschen Schützenfestes aufgestellte Buden-Straße als Englisches Loch bezeichnet.